# Неужен, Туффи
Туффи Неужен (порт.-браз. Tuffy Neugen и порт.-браз. Tuffy Neujen; 17 октября 1898, Сантус — 4 декабря 1935, Сан-Паулу), также известны другие написания его имени Туффи Неум (порт.-браз. Tuffy Neujm) и Туффи Нейм (порт.-браз. Tuffy Nejm) — бразильский футболист, вратарь. Один из первых вратарей в Бразилии, который начал надевать специальные перчатки для игры.

## Карьера
Туффи начал карьеру в клубе «АА дас Палмейрас» в возрасте 17 лет. В решающих матчах чемпионата штата 1918 года, которые проходили уже в январе 1919 года, два клуба претендовали на титул — «Коринтианс» и «Паулистано». В предпоследнем туре «Коринтианс», которому нужны были только победы и любой непобедный результат «Паулистано», встречался с «АА дас Палмейрас». В этом матче «Коринтианс» победил со счётом 5:3. После игры Туффи был обвинён в том, что «сдал» матч, вследствие чего его выгнали из клуба. Вратарь покинул штат, переехав в Пернамбуку, где присоединился к клубу «Америка» из Ресифи, с которым выиграл чемпионат штата.
Затем он играл за «Пелотас». В 1920 году Туффи перешёл в «Сантос», где дебютировал 4 апреля в матче с «Ипирангой» (7:2), но сыграл за клуб лишь шесть товарищеских игр. В 1921 году голкипер стал игроком «Сирио Либанес» . В марте 1925 года Туффи был арендован клубом «Палестра Италия» для участия в турне по Аргентине и Уругваю. Там он сыграл два матча против сборной Уругвая (0:1) и сборной Аргентины (0:0), где пропустил только один гол. В 1927 году футболист возвратился в «Сантос», сыграв в 19 матчах. Всего за клуб вратарь провёл 25 встреч.
13 ноября 1927 года в финале Чемпионат Бразилии среди сборных штатов встречались команды штата Сан-Паулу и Рио-де-Жанейро. Команда Сан-Паулу была, по большей части, составлена из игроков «Сантоса». По счёте 1:1 арбитр встречи назначил пенальти в ворота Сан-Паулу. После этого началась потасовка, после которой игра никак не могла продолжиться: игроки Сан-Паулу окружили судью, требуя отменить решение. На матче присутствовал президент Бразилии Вашингтон Луис Перейра. Он приказал возобновить игру. Однако игроки пострадавшей стороны в грубой форме отказали, после чего покинули поле, несмотря на просьбы многих ответственных лиц, включая главу их делегации Антонио Гильерме Гонсалвеса. Сборная Рио-де-Жанейро забила гол в пустые ворота, и стала победителем. Гильерме Гонсалвес занимал не только пост главы делегации, он являлся президентом Ассоциации спортивной атлетики Сан-Паулу и президентом «Сантоса». По результату встречи руководителей клуба, он принял решение исключить из команды двух главных зачинщиков протеста Фейтисо и Туффи. Фейтисо возвратился в состав «Сантоса» в июле следующего года, ну а Туффи более не сыграл ни одного матча за команду.
В 1928 году Туффи перешёл в «Коринтианс», где дебютировал 22 июля в матче с «Америкой», где пропустил два гола. И в том же году он стал с клубом чемпионом штата Сан-Паулу, а затем ещё дважды подряд повторял это достижение. В тот период в команде он был одним из лидеров, наряду с Армандо Дел Деббио и Педро Гране, за что их прозвали «Волшебная Троица» (A Divina Trindade) и «Три Мушкетёра». Всего за клуб футболист провёл 71 матч (48 побед, 11 ничьих и 12 поражений). Последней встречей Туффи за «Коринтианс» стала игра с «Сантосом» 17 мая 1931 года, в которой он пропустил 3 гола. После этого голкипер завершил игровую карьеру.
В 1931 году Туффи через публикацию в издании A Gazeta обратился к общественности для сбора денег для тяжелобольного футболиста Тату, выступавшего в клубе «Португеза Деспортос». В публикации он попросил собрать 10 000 реалов для лечения от туберкулеза. Была собрана большая сумма, но она не помогла: ещё до окончания сборов Тату умер. В том же году он снялся в художественном фильме «Чемпион по футболу» (порт.-браз. Campeão de Futebol), в котором впервые в бразильском кинематографе центральной темой был спорт. Вместе с ним снялись другие бразильские игроки — Артур Фриденрайх, Формига и Министриньо.
Завершив карьеру, Туффи занялся бизнесом: он открыл кинотеатр в центре Сан-Паулу под названием Санта-Элена, по другой версии Пенья Театру. Умер Туффи 4 декабря 1935 года от двусторонней пневмонии. По его последней воле, голкипер был похоронен вместе со своей вратарской формой, в которой он выступал в «Коринтиансе».

## Международная статистика
| Матчи Туффи за сборную Бразилии | Матчи Туффи за сборную Бразилии | Матчи Туффи за сборную Бразилии | Матчи Туффи за сборную Бразилии | Матчи Туффи за сборную Бразилии | Матчи Туффи за сборную Бразилии | Матчи Туффи за сборную Бразилии |
| ------------------------------- | ------------------------------- | ------------------------------- | ------------------------------- | ------------------------------- | ------------------------------- | ------------------------------- |
| №                               | Дата                            | Место проведения                | Оппонент                        | Счёт                            | Голы                            | Турнир                          |
| 1                               | 11 ноября 1925                  | Сан-Паулу                       | Коринтианс                      | 1:1                             | -1                              | Товарищеский матч               |
| 2                               | 6 декабря 1925                  | Буэнос-Айрес                    | Парагвай                        | 5:2                             | -2                              | Чемпионат Южной Америки         |
| 3                               | 13 декабря 1925                 | Буэнос-Айрес                    | Аргентина                       | 1:4                             | -4                              | Чемпионат Южной Америки         |
| 4                               | 25 декабря 1925                 | Буэнос-Айрес                    | Аргентина                       | 2:2                             | -2                              | Чемпионат Южной Америки         |

## Достижения
- Чемпионат штата Пернамбуку: 1919
- Чемпион штата Сан-Паулу: 1928 (APEA), 1929 (APEA), 1930